# Medicinska fakulteta v Kölnu
Medicinska fakulteta v Kölnu (nemško Medizinische Fakultät) je fakulteta, ki deluje v okviru Univerze v Kölnu in je bila ustanovljena leta 1919.